# レッドラム
レッドラム (Red Rum) はイギリスの競走馬で、父クオラム (Quorum) と母マレッド (Mared) の間に生まれた鹿毛のせん馬。
1973年、1974年および1977年にイギリスで最も人気のあるレースとして知られる障害競走の「グランドナショナル」を勝ち、不滅の大記録であるグランドナショナル3勝を達成した。170年にもわたるグランドナショナルの歴史においても、いまだこの偉業を達成した馬はレッドラムのみである。1975年と1976年にも2着になっている。

## 来歴
レッドラムは2歳から3歳の春まで下級のスプリント競走に出走していたが、3歳の秋にブラサートン夫人に購入され、フリーブーターで1950年のグランドナショナルを制したボビー・レントン調教師のもとで障害競走に出走するようになった。5歳秋からチェイスに転向し、その後ボビー・レントンが高齢のため引退し、調教師はトニー・ギリアムに交代した。しかし、1972年秋のドンカスターセールで売却されるとノエル・ル・メールが6,000ギニーで購入。ジンジャー・マッケインのもとで、シーズン開始から5連勝を達成する。そして8歳となった1973年に初めてグランドナショナルに出走、12ストーン（76.2キログラム）のハンデを背負ったオーストラリア出身の1番人気馬クリスプが大逃げを打つ展開となったが、10ストーン5ポンド（65.8キログラム）の軽量だった同じく1番人気のレッドラムがゴール直前で差し切って初優勝した。
翌1974年は12ストーンの斤量での出走となったが、1970年、1971年のチェルトナムゴールドカップ優勝馬レスカルゴを一蹴して1936年のレイノルズタウン以来となる連覇達成。翌月に行われたスコティッシュグランドナショナルも制した。しかし1975年はそのレスカルゴの前に2着に敗れ、1976年はラグトレードの2着となった。
そして1977年のナショナル。12歳となっていたレッドラムは斤量10ストーン8ポンド（73.5キログラム）の2番人気で出走、2周目から1番人気アンディパンディがリードを大きく広げたが難関のビーチャーズブルックで転倒、かわって先頭に立ったレッドラムが後続を突き放してグランドナショナル初の3勝目を挙げた。そして1978年のナショナルを前にして故障により現役生活を終えた。
その後もさまざまな競馬場の開催に参加し人気を博していたが、30歳となった1995年に死亡した。現在レッドラムはグランドナショナルが行われるエイントリー競馬場のゴールラインのそばに埋葬されている。
調教師ジンジャー・マッケインは2004年にアンバリーハウスでふたたびグランドナショナルを勝利した。

## 主な勝ち鞍
- グランドナショナル（1973年、1974年、1977年）
- スコティッシュグランドナショナル（1974年）

## 血統表
| レッドラムの血統             | レッドラムの血統              | レッドラムの血統     | （血統表の出典）    | （血統表の出典） |
| 父系                         | オーム系                      | オーム系             | オーム系            |                  |
| 父 Sire Quorum 1954 イギリス | 父の父Vilmorin 1943 イギリス  | Gold Bridge          | Golden Boss         | Golden Boss      |
| 父 Sire Quorum 1954 イギリス | 父の父Vilmorin 1943 イギリス  | Gold Bridge          | Flying Diadem       |                  |
| 父 Sire Quorum 1954 イギリス | 父の父Vilmorin 1943 イギリス  | Queen of the Meadows | Fairway             | Fairway          |
| 父 Sire Quorum 1954 イギリス | 父の父Vilmorin 1943 イギリス  | Queen of the Meadows | Queen of the Blues  |                  |
| 父 Sire Quorum 1954 イギリス | 父の母Akimbo 1947 イギリス    | Bois Roussel         | Vatout              | Vatout           |
| 父 Sire Quorum 1954 イギリス | 父の母Akimbo 1947 イギリス    | Bois Roussel         | Plucky Liege        |                  |
| 父 Sire Quorum 1954 イギリス | 父の母Akimbo 1947 イギリス    | Bulolo               | Noble Star          | Noble Star       |
| 父 Sire Quorum 1954 イギリス | 父の母Akimbo 1947 イギリス    | Bulolo               | Pussy Willow        |                  |
| 母 Dam Mared 1958 イギリス   | 母の父Magic Red 1941 イギリス | Link Boy             | Pharos              | Pharos           |
| 母 Dam Mared 1958 イギリス   | 母の父Magic Red 1941 イギリス | Link Boy             | Market Girl         |                  |
| 母 Dam Mared 1958 イギリス   | 母の父Magic Red 1941 イギリス | Infra Red            | Ethnarch            | Ethnarch         |
| 母 Dam Mared 1958 イギリス   | 母の父Magic Red 1941 イギリス | Infra Red            | Black Ray           |                  |
| 母 Dam Mared 1958 イギリス   | 母の母Quinta 1953 イギリス    | Anwar                | Umidwar             | Umidwar          |
| 母 Dam Mared 1958 イギリス   | 母の母Quinta 1953 イギリス    | Anwar                | Stafaralla          |                  |
| 母 Dam Mared 1958 イギリス   | 母の母Quinta 1953 イギリス    | Batika               | Blenheim            | Blenheim         |
| 母 Dam Mared 1958 イギリス   | 母の母Quinta 1953 イギリス    | Batika               | Brise Bise          |                  |
| 母系(F-No.)                  | Brimmer Mare(FN:25)           | Brimmer Mare(FN:25)  | Brimmer Mare(FN:25) |                  |